# Татарски мореуз
52° 11′ 00″ N 141° 37′ 00″ E / 52.18333° С; 141.61667° И
Татарски мореуз или Татарски пролаз (рус. Татарский пролив) је мореуз у северо-западном делу Тихог океана, који спаја Јапанско море на југу са Охотским морем на северу. Пружа се између острва Сахалин на истоку и копненог дела Русије на западу. 
Површина мореуза је 632 , ширна 3,6-110  (максимална ширина 342 ). Већи део мореуза је дубине до 210 . Река Амур се улива у северном делу мореуза. Залеђен од је средине месеца новембра до средине маја.

## Историја
Међу Европљанима, назив „Татари” се дуго користио за различите народе Далеког истока. Од успона Манџураца и њихове превласти од 1644. године, то име се користи и да њих означи, што је довело до тога да мореуз између Сахалина и копна се назове „Татарски залив”.
У Јапану, мореуз моси име по Мамиом Ринзоу, морепловцу који је путовао кроз мореуз.
На руским мапама, најужи деи мореуза, јужно од ушћа у Амур, се зове Невелски мореуз, по адмиралу Генадија Невелског, који је предводио експедицију која је испитивала ово подручје 1848. године.
Тартарски мореуз је био загонетка за европске истраживаче јер, када му се приђе са југа, доста је плитак и изгледа као да је то завршетак залива. Генадиј Невелски је прошао мореуз са севера 1848. године. Руси су ово откриће држали у тајности и користили га да избегну ударе Британске флоте током Кримског рата.